# Richard Beesly
Richard Beesly (ur. 27 lipca 1907 w Barnt Green, zm. 28 marca 1965 w Ludlow) – brytyjski wioślarz i przedsiębiorca, złoty medalista olimpijski.
Kształcił się w Oundle School i Kolegium Trójcy Świętej University of Cambridge. Trzykrotnie brał udział w The Boat Race: w latach 1927, 1928 i 1929 odnosił zwycięstwa.
Wystąpił na igrzyskach olimpijskich w Amsterdamie w 1928, gdzie Brytyjczycy w składzie: John Lander, Michael Warriner, Richard Beesly i Edward Vaughan Bevan zdobyli złoty medal w czwórkach bez sternika. W finale wyprzedzili osadę Stanów Zjednoczonych o 1 sekundę. Był to jego jedyny start olimpijski.
W trakcie II wojny światowej pracował w ministerstwie zaopatrzenia Wielkiej Brytanii.
Zginął po ataku byka.